# آیزپوته
آیزپوته (به آلمانی: Hasenpoth) شهرکی در لتونی با جمعیت ۵٬۱۰۴ نفر است که در شهر ایزپات واقع شده‌است.